# Belenois rubrosignata
Belenois rubrosignata е вид пеперуда от семейство Pieridae. Видът не е застрашен от изчезване.

## Разпространение
Разпространен е в Ангола, Демократична република Конго, Замбия, Кения, Малави, Танзания и Уганда.